# Kateřina Bourbonská (1559–1604)
Kateřina Bourbonská (7. února 1559, Paříž – 13. února 1604, Nancy) byla navarrskou princeznou. Narodila se jako dcera královny Jany III. a krále Antonína Navarrského. Jménem svého bratra, krále Jindřicha III. Navarrského, vládla v letech 1576 až 1596 knížectví Béarn.

## Dětství
Kateřina se narodila 7. února 1559 Jeanne d'Albret, královně Navarry, a jejímu spoluvládci, Antonínovi de Bourbon. Jméno dostala po své kmotře, francouzské královně Kateřině Medicejské.
Když jí byl rok, její matka konvertovala ke kalvinismu a prohlásila jej za oficiální náboženství Navarrského království. Otec naopak zůstal katolíkem, postavil se proti své manželce a vyhrožoval, že se s ní rozvede. 17. listopadu 1562 zemřel za katolickou věc. Kateřina byla se svou matkou a starším bratrem Jindřichem, kteří bojovali za protestantskou věc. Královna Jana III. zemřela 9. června 1572 a péče o třináctiletou Kateřinu byla přidělena Kateřině Medicejské a jejímu synovi, francouzskému králi Karlovi IX. Během bartolomějské noci v srpnu 1572 byla Kateřina s bratrem přinucena konvertovat ke katolictví. Po smrti Karla IX. v roce 1574 uvažoval nový král Jindřich III. Francouzský o tom, že si vezme Kateřinu za manželku. Skoro se provdala za krále Jakuba VI. Skotského, její bratr poslal do Edinburghu vyslance, včetně Clauda de l'Isle de Marivaux a Françoise de Civille.

## Politická činnost
Kateřinin bratr, nástupce královny Jany III., byl obvykle spíše ve Francii. Po svém útěku z vězení v roce 1576 svěřil Kateřině vládu nad Béarnem. Jako regentka vládla téměř nepřetržitě až do roku 1596. Po bratrově nástupu na francouzský trůn v roce 1589 se stala vévodkyní z Albretu a hraběnkou z Armagnacu. V roce 1589 ji bratr pověřil zasedáním v jeho radě jako reprezentanta zájmů francouzských protestantů, a jako taková se pustila do přesvědčování hugenotů, aby souhlasili s ediktem nantským.

## Manželství
Jako součást smlouvy ze Saint-Germain-en-Laye mezi Jindřichem IV. a Karlem III. Lotrinským bylo domluveno, že se Kateřina provdá za jeho nejstaršího syna Jindřicha (1563–1624). Manželská smlouva byla podepsána 13. července 1598. Kateřina však byla přesvědčená kalvinistka, která odmítala přejít na katolickou víru, zatímco její manžel byl zbožný katolík a bývalý člen Svaté ligy.
Aby se tedy mohli vzít, byl nutný papežský dispens, papež Klement VIII. se však 29. prosince 1598 postavil proti jejich sňatku. Nespokojený Jindřich IV. zastrašil arcibiskupa v Remeši, aby udělil povolení k sňatku. To bylo provedeno 31. ledna 1599 v Saint-Germain-en-Laye. Jindřich nakonec zajistil i papežský souhlas. Do narození svého synovce 27. září 1601 byla Kateřina předpokládanou dědičkou navarrského trůnu. Kateřina však zemřela pět let po svém sňatku bezdětná. Její manžel se poté oženil s Markétou Gonzagou, neteří Marie Medicejské, druhé manželky krále Jindřicha IV.

## Spisovatelská činnost
Kateřina Bourbonská byla také spisovatelkou. Její díla se skládají hlavně ze sonetů a korespondence.

## Vývod z předků
|                     |                        |  |                   |                           |  |  |  |  |  |  |  | Jan VIII. z Vendôme |
|                     |                        |  |                   |                           |  |  |  |  |  |  |  |                     |
|                     | František Bourbonský   |  |                   |                           |  |  |  |  |  |  |  |                     |
|                     |                        |  |                   |                           |  |  |  |  |  |  |  |                     |
|                     |                        |  |                   | Isabela de Beauveau       |  |  |  |  |  |  |  |                     |
|                     |                        |  |                   |                           |  |  |  |  |  |  |  |                     |
|                     | Karel IV. Bourbonský   |  |                   |                           |  |  |  |  |  |  |  |                     |
|                     |                        |  |                   |                           |  |  |  |  |  |  |  |                     |
|                     |                        |  |                   | Petr II. Lucemburský      |  |  |  |  |  |  |  |                     |
|                     |                        |  |                   |                           |  |  |  |  |  |  |  |                     |
|                     | Marie Lucemburská      |  |                   |                           |  |  |  |  |  |  |  |                     |
|                     |                        |  |                   |                           |  |  |  |  |  |  |  |                     |
|                     |                        |  |                   | Markéta Savojská          |  |  |  |  |  |  |  |                     |
|                     |                        |  |                   |                           |  |  |  |  |  |  |  |                     |
|                     | Antonín Bourbonský     |  |                   |                           |  |  |  |  |  |  |  |                     |
|                     |                        |  |                   |                           |  |  |  |  |  |  |  |                     |
|                     |                        |  |                   | Jan II. z Alençonu        |  |  |  |  |  |  |  |                     |
|                     |                        |  |                   |                           |  |  |  |  |  |  |  |                     |
|                     | René z Alençonu        |  |                   |                           |  |  |  |  |  |  |  |                     |
|                     |                        |  |                   |                           |  |  |  |  |  |  |  |                     |
|                     |                        |  |                   | Marie z Armagnacu         |  |  |  |  |  |  |  |                     |
|                     |                        |  |                   |                           |  |  |  |  |  |  |  |                     |
|                     | Františka z Alençonu   |  |                   |                           |  |  |  |  |  |  |  |                     |
|                     |                        |  |                   |                           |  |  |  |  |  |  |  |                     |
|                     |                        |  |                   | Fridrich II. z Vaudémontu |  |  |  |  |  |  |  |                     |
|                     |                        |  |                   |                           |  |  |  |  |  |  |  |                     |
|                     | Markéta Lotrinská      |  |                   |                           |  |  |  |  |  |  |  |                     |
|                     |                        |  |                   |                           |  |  |  |  |  |  |  |                     |
|                     |                        |  |                   | Jolanda Lotrinská         |  |  |  |  |  |  |  |                     |
|                     |                        |  |                   |                           |  |  |  |  |  |  |  |                     |
| Kateřina Bourbonská |                        |  |                   |                           |  |  |  |  |  |  |  |                     |
|                     |                        |  |                   |                           |  |  |  |  |  |  |  |                     |
|                     |                        |  | Alain I. z Albret |                           |  |  |  |  |  |  |  |                     |
|                     |                        |  |                   |                           |  |  |  |  |  |  |  |                     |
|                     | Jan III. Navarrský     |  |                   |                           |  |  |  |  |  |  |  |                     |
|                     |                        |  |                   |                           |  |  |  |  |  |  |  |                     |
|                     |                        |  |                   | Františka z Périgordu     |  |  |  |  |  |  |  |                     |
|                     |                        |  |                   |                           |  |  |  |  |  |  |  |                     |
|                     | Jindřich II. Navarrský |  |                   |                           |  |  |  |  |  |  |  |                     |
|                     |                        |  |                   |                           |  |  |  |  |  |  |  |                     |
|                     |                        |  |                   | Gaston z Foix             |  |  |  |  |  |  |  |                     |
|                     |                        |  |                   |                           |  |  |  |  |  |  |  |                     |
|                     | Kateřina Navarrská     |  |                   |                           |  |  |  |  |  |  |  |                     |
|                     |                        |  |                   |                           |  |  |  |  |  |  |  |                     |
|                     |                        |  |                   | Magdaléna Francouzská     |  |  |  |  |  |  |  |                     |
|                     |                        |  |                   |                           |  |  |  |  |  |  |  |                     |
|                     | Jana III. Navarrská    |  |                   |                           |  |  |  |  |  |  |  |                     |
|                     |                        |  |                   |                           |  |  |  |  |  |  |  |                     |
|                     |                        |  |                   | Jan Orleánský             |  |  |  |  |  |  |  |                     |
|                     |                        |  |                   |                           |  |  |  |  |  |  |  |                     |
|                     | Karel z Angoulême      |  |                   |                           |  |  |  |  |  |  |  |                     |
|                     |                        |  |                   |                           |  |  |  |  |  |  |  |                     |
|                     |                        |  |                   | Markéta z Rohanu          |  |  |  |  |  |  |  |                     |
|                     |                        |  |                   |                           |  |  |  |  |  |  |  |                     |
|                     | Markéta z Angoulême    |  |                   |                           |  |  |  |  |  |  |  |                     |
|                     |                        |  |                   |                           |  |  |  |  |  |  |  |                     |
|                     |                        |  |                   | Filip II. Savojský        |  |  |  |  |  |  |  |                     |
|                     |                        |  |                   |                           |  |  |  |  |  |  |  |                     |
|                     | Luisa Savojská         |  |                   |                           |  |  |  |  |  |  |  |                     |
|                     |                        |  |                   |                           |  |  |  |  |  |  |  |                     |
|                     |                        |  |                   | Markéta Bourbonská        |  |  |  |  |  |  |  |                     |
|                     |                        |  |                   |                           |  |  |  |  |  |  |  |                     |